# Big Bekondo
Big Bekondo (ou Bekondo Big) est un village du Cameroun situé dans le département de la Meme et la Région du Sud-Ouest. Il fait partie de la commune de Mbonge.

## Population
Big Bekondo comprenait trois quartiers : Bekondo, Cadbury and Fry, Three Corners. Avec cette configuration, la population s'élevait à 1 320 personnes en 1953, principalement des Mbonge, du groupe Oroko.
Lors du recensement national de 2005, Big Bekondo comptait 2 637 habitants.